# Arhopalus productus
Arhopalus productus là một loài bọ cánh cứng trong họ Cerambycidae.